# Norrbro
Norrbro ou  est un pont relliant les quartiers de Gamla stan et Norrmalm au centre-ville de Stockholm en Suède,. 

## Situation
Le pont du nord est un pont en arc de 19 mètres de large enjambant le Norrström. 
Il s'étend au nord depuis la façade nord du Palais Royal en passant par Helgeandsholmen devant le bâtiment du Riksdag, et de là jusqu'à la Gustav Adolfs torg. Norrbro a été conçu par l'architecte de la ville Erik Palmstedt (1741–1803) dans un style néoclassique.
Le ponnt a ete concu dans un style néoclassique par l'architecte Carl Fredrik Adelcrantz avec des modifications d'Erik Palmstedt, qui était responsable de la construction inaugurée en 1807.
Norrbro est le plus ancien pont de pierre préservé de Stockholm. 
Entre 2007 et 2010, il a subi une rénovation complète et a été rouvert par la princesse Victoria de Suède le 23 janvier 2010.

## Galerie

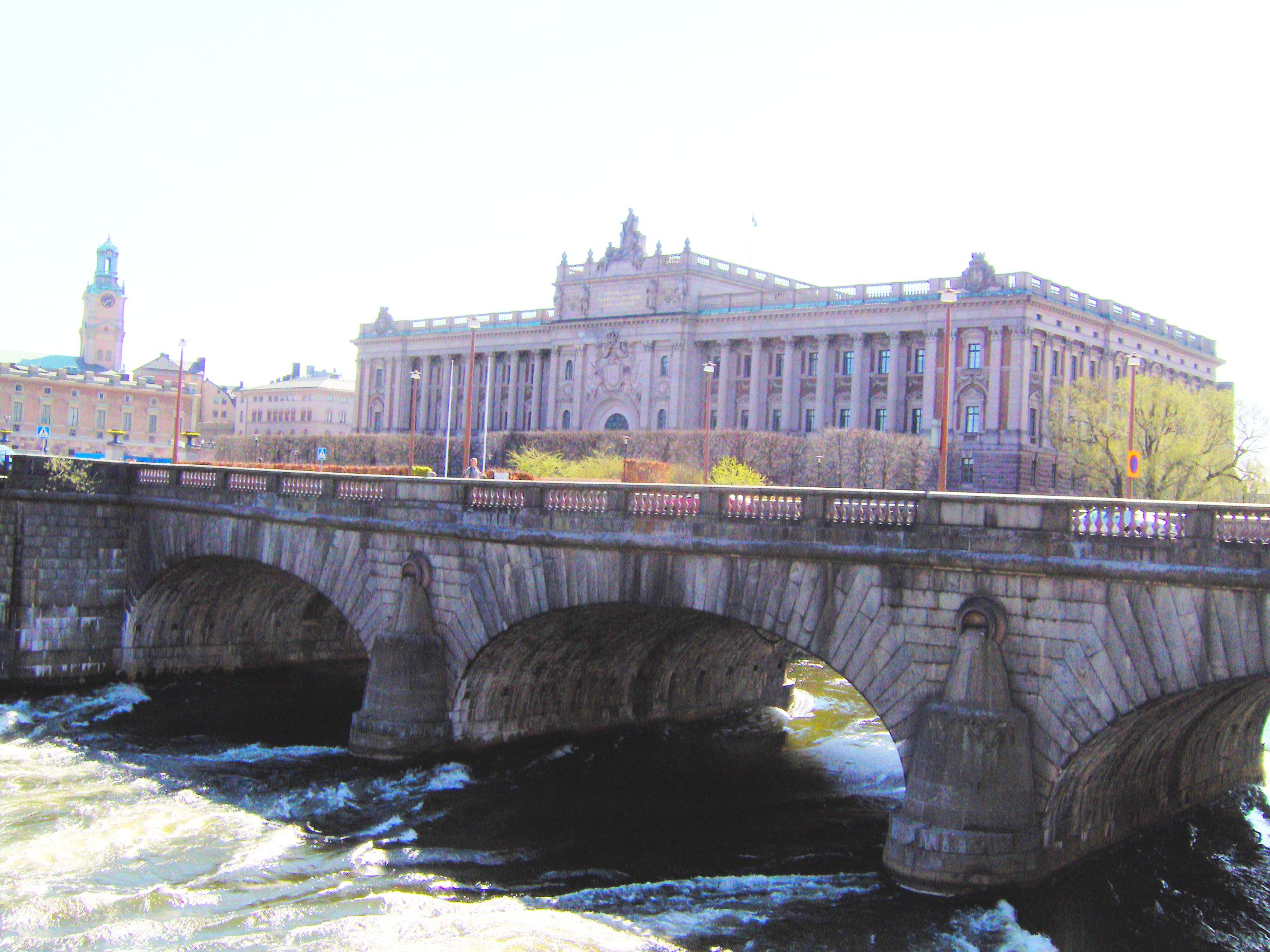
Le Norrbro devant le bâtiment du Riksdag, en contrebas du lac Mälar qui se jette dans la mer Baltique.
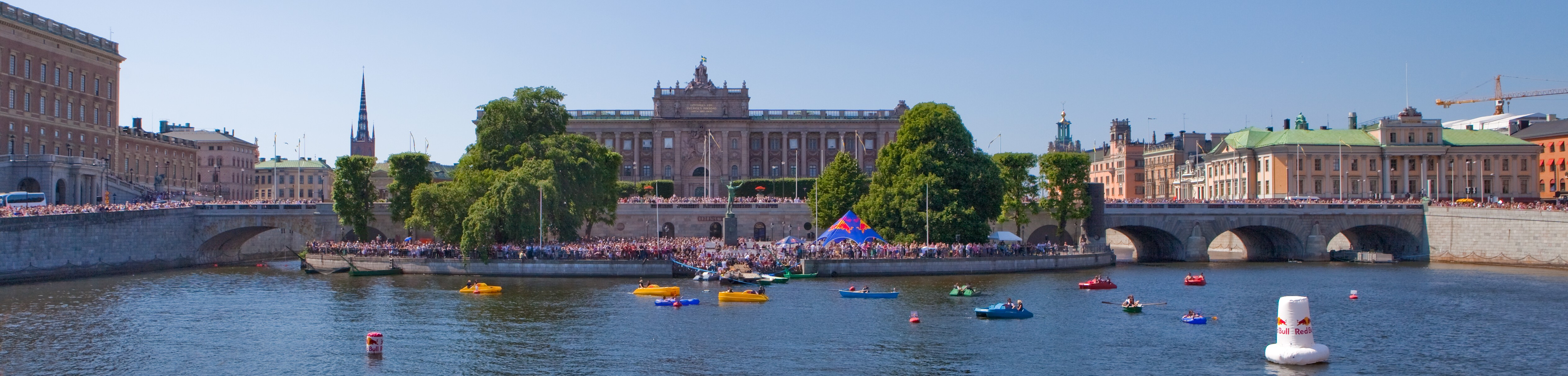
Le Norrbro vu de l'est. De gauche à droite : le palais royal, la première partie du pont avec une arche, Helgeandsholmen et Strömparterren (avec le Riksdagshuset en arrière-plan) constituent la deuxième partie du pont, puis la troisième partie du pont avec trois arches et Gustav Adolfs torg et le palais Arvfurstens en arrière-plan.